# Оттон Пілицький
Оттон з Піліці (також Отто Пілецький) гербу «Топор» (пол. Otton z Pilicy (Pilczy); пом. між 1384 і 1385) — польський шляхтич, урядник Королівства Польського. Як львівський (генеральний руський) староста згаданий в документах 1359, 1368 років, сандомирський воєвода, генеральний староста Великопольщі. Сприяв створенню монастиря оо. міноритів у селі св. Станіслав княжого Галича у 1367 році.
Відома дружина — Ядвіґа з Мельштина. Дитина — Ельжбета, яка 4 рази була у шлюбі, в тому числі з Вінцентієм Грановським з яким у них народився Ян Пілецький, а востаннє — з королем Владиславом II Ягайлом.